# Tuicoris excelsus
Tuicoris excelsus är en insektsart som beskrevs av Alan C. Eyles och Carvalho 1995. Tuicoris excelsus ingår i släktet Tuicoris och familjen ängsskinnbaggar. Inga underarter finns listade i Catalogue of Life.